# Breynia subangustifolia
Breynia subangustifolia är en emblikaväxtart som beskrevs av Thin. Breynia subangustifolia ingår i släktet Breynia och familjen emblikaväxter.
Artens utbredningsområde är Vietnam. Inga underarter finns listade i Catalogue of Life.